# 長崎バス時津営業所

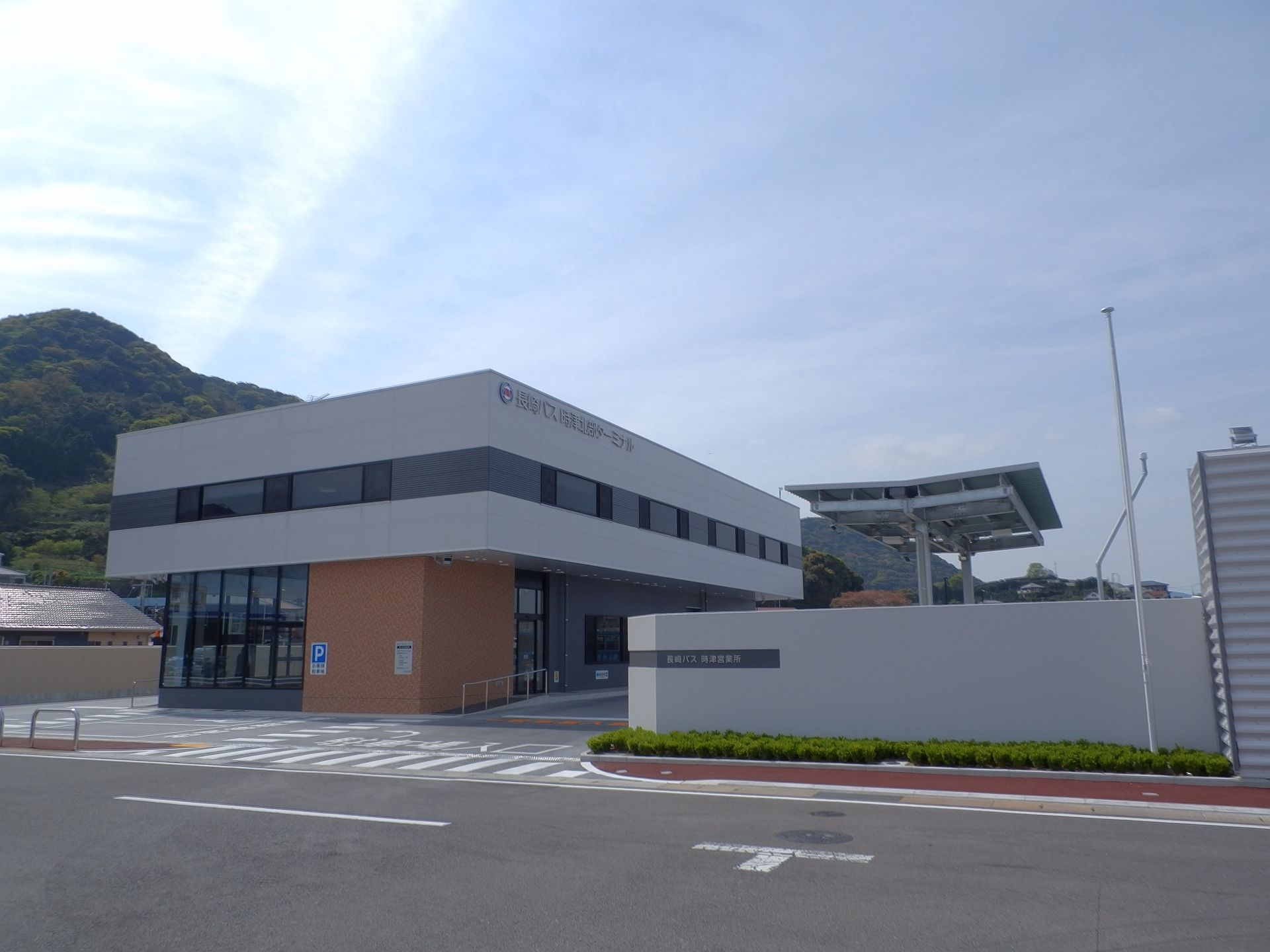
時津北部ターミナル（時津営業所四代目社屋）

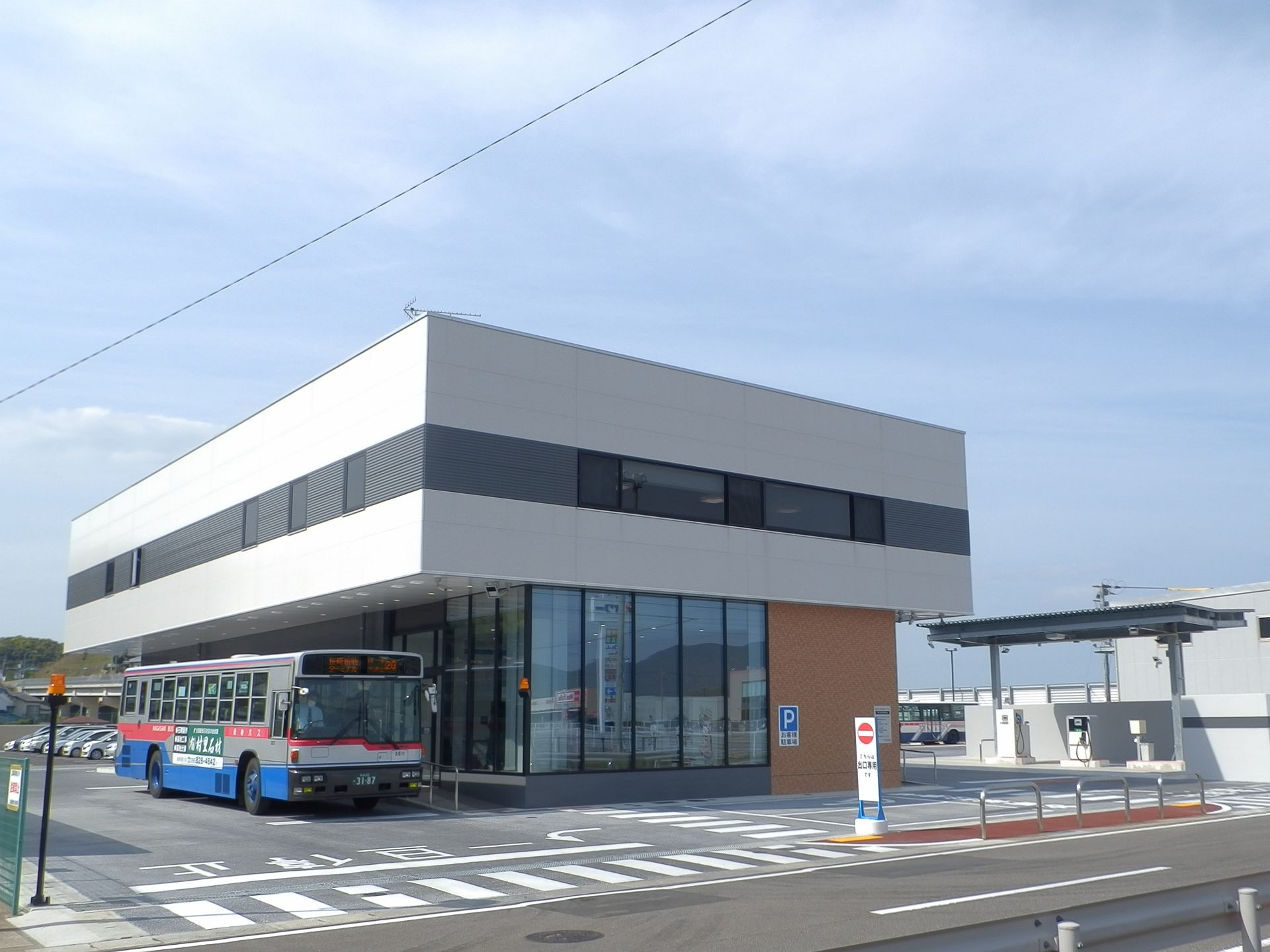
時津北部ターミナルで始発待ちの車両

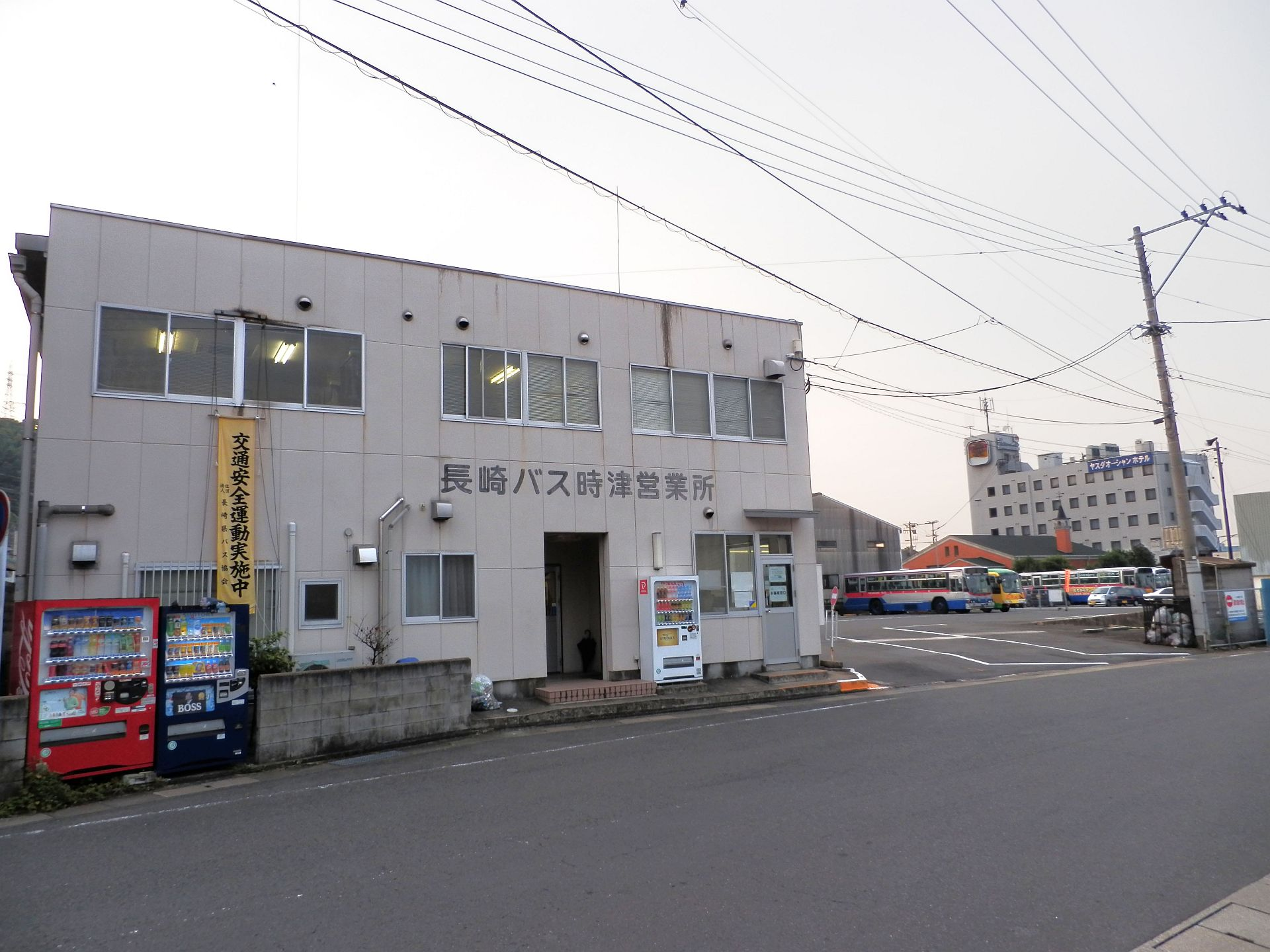
時津営業所三代目社屋、移転後は車庫機能のみ残されている

長崎バス時津営業所（ながさきバスとぎつえいぎょうしょ）は長崎県西彼杵郡時津町日並郷字1085番地110にあり、主に時津町内や長与町内の路線を担当する長崎自動車の営業所である。

## 沿革
- 1940年（昭和15年）11月 時津町浦郷新地にあった長彼自動車を買収し、敷地と社屋が長崎バス時津営業所となる[1]。
- 1968年（昭和43年）9月10日 社屋の建て替えが行われる[1][2]。
- 1992年（平成4年）12月9日 社屋が再び建て替えられる[3][1]。
- 2015年（平成27年）4月6日 社屋を十工区（日並郷）に移転し、時津北部ターミナルを併設した営業所となる[4]。

## 概要
社屋内にバスの待合所を併設した事業所であり、主に大串線乗り継ぎの拠点として運用されている。かつては国道206号と国道207号の交差する時津町交差点の側、時津ウォーターフロント公園の前に事業所を構えていたが、2015年春のダイヤ改正で移転が行われ、バスターミナル併設型の事業所となった。四代目となるターミナル併設の営業所は三代目までの社屋を置いていた場所から北西に約3km程度離れており、大型店舗密集地区の片隅に建てられている。ターミナル併設の建屋には事務所と待合所、トイレ、自動販売機を設け、整備工場は敷地内に別の建屋として設置されている。ターミナル内の時刻表は窓口の上に平日、土曜日、日祝日と分けて書かれている。また、建物と給油設備、洗車機以外の敷地はバスなどの車庫として使用されている。
瀬戸営業所（西海市）がさいかい交通に移管されたため、現在長崎バスで唯一長崎市外にある営業所となっている。長崎バスの営業所としては中程度の規模となる。
旧営業所は車庫として残されており、建物の前にある時津バス停（ウォーターフロント公園前）からは一部の路線が始発地として使用している。

## 現行路線

### 川平バイパス線

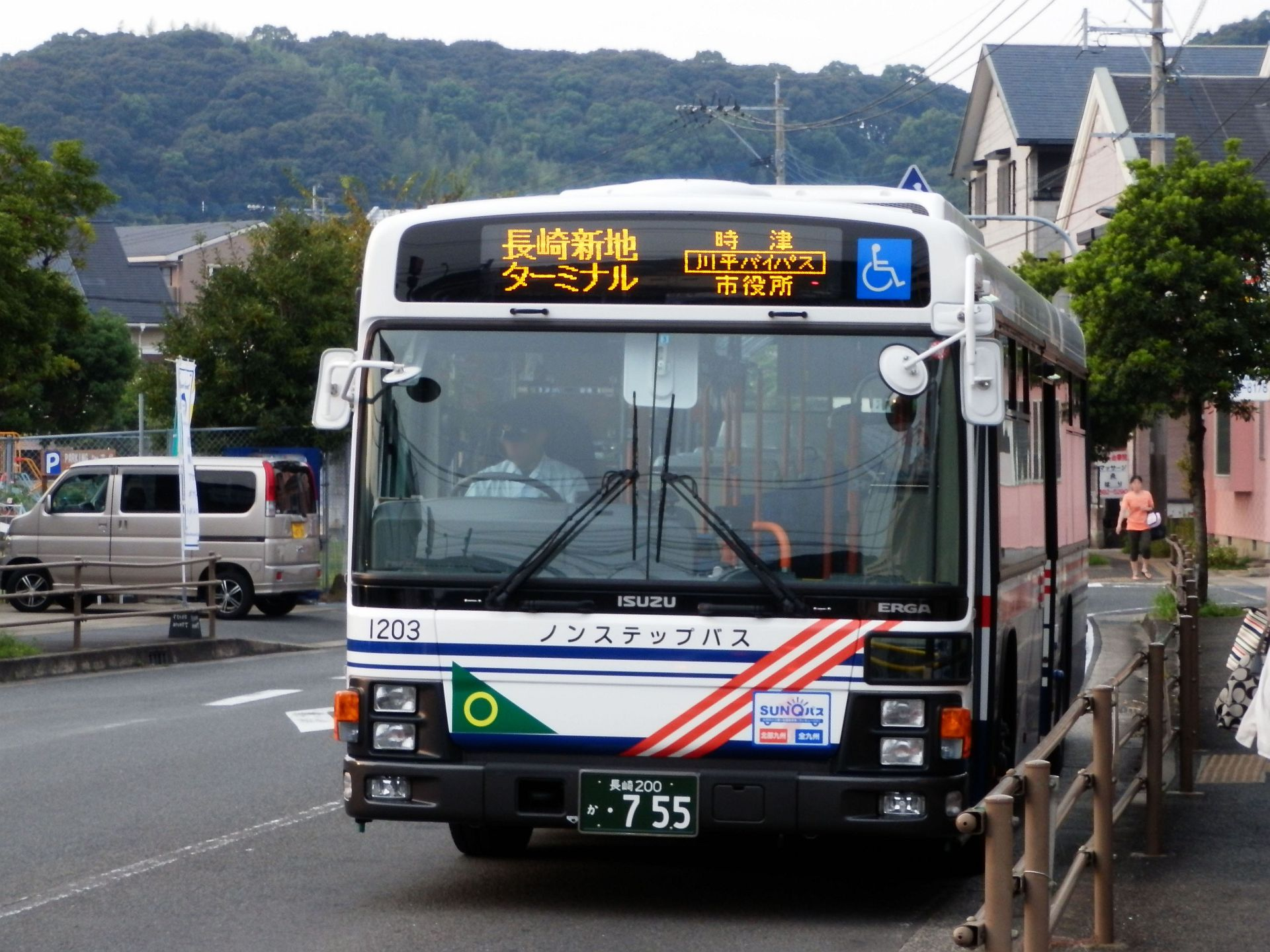
溝川バス停で始発待ちのバイパス線の車両

川平バイパス線の運行便には経由番号が振られない。
- 溝川 - 浜田 - 時津 - 時津ランプ - 川平有料道路 - 経済学部前 - 市役所上 - 万才町 - 中央橋 - 新地中華街
- 満永→榎の鼻→青葉台団地→商業入口→女の都ランプ→川平有料道路→経済学部前→市役所上→万才町→中央橋→新地中華街
- 琴海ニュータウン→西海→木場崎→日並→時津→時津ランプ→川平有料道路→経済学部前→市役所上→万才町→中央橋→新地中華街
- 時津北部ターミナル→日並→時津→時津ランプ→川平有料道路→経済学部前→市役所上→万才町→中央橋→新地中華街

2004年秋のダイヤ改正以後、朝と夕方のみ一般道から川平有料道路へ入り、長崎バイパスの西山トンネルを経由することで一般道経由よりも短時間で長崎市中心部と時津・長与を結ぶ路線（通称川平バイパス線）の運行が開始された。新地中華街 - 川平バイパス - 溝川線は往復運行をしている。経由地の経済学部前（長崎大学片淵キャンパス） と上長崎小学校前（旧：西山郵便局前）は長崎県営バスの営業範囲であり、当初はクローズドドアシステムを採用していたが、2013年4月のダイヤ改正より乗降への制限がなくなり、経済学部前と上長崎小学校前でも自由に乗降ができるようになった。バイパス経由満永線は当初青葉台・南陽台・長与ランプを経由地としていたが、2018年4月のダイヤ改正で青葉台・商業入口・女の都ランプに変更された。

### 上横尾 - 時津 - 長与ニュータウン線
※は一部の便のみ始発・終点として使用する。
- 秋寄 - 上横尾 - 左底 -（ミスターマックス時津店）- 時津 - 時津町役場 - 西時津 - 溝川※ - 寺の下 -（イオンタウン長与）- 榎の鼻 - 長与駅東口 - 長与ニュータウン
- 上横尾 - 左底 -（ミスターマックス時津店）- 時津 - 時津町役場 - 西時津 - 溝川 - 寺の下 -（イオンタウン長与）- 榎の鼻 - まなび野団地 - サニータウン - 池原 - 長与ニュータウン

2006年（平成18年）9月1日運行開始。ベッドタウン同士である長崎市北部の横尾地区と長与町の長与ニュータウンを結ぶ小型バス路線で、日中は1時間に1本の間隔で運行される。平日のみ一部の便がミスターマックス時津店とイオンタウン長与に乗り入れる。発着地の長与ニュータウン内とミスターマックス時津店では行き先に関係なく全便が右回りで運行される。使用車両の愛称は長与町の名物であるミカンにちなみ「みかんちゃん」或いは「みかんバス」であり、運行車両にはミカンが描かれている。
みかんバスの路線は当初、寺川内発着の路線も設定されていたが、平成30年（2018年）4月のダイヤ改正で横道までに短縮され、平成31年4月のダイヤ改正よりまなび野団地・サニータウン経由便も、西時津を経由し上横尾を発着することとなり、横道方面発着の路線が廃止された。令和2年（2020年）のダイヤ改正では始発バス停が秋寄に変更された。

### 時津 - 長与線
※は一部の便のみ始発・終点として使用する。
- 大串 - 亀岳 - 大江橋 - 長浦 - 自証寺前 -（琴海ニュータウン）- 西海（にしうみ）- バイパス木場崎 - 時津北部ターミナル - 日並 - 時津 - 浜田 - 溝川 - 寺の下 - 榎の鼻 - 南陽台中央 - 青葉台団地 - 長与駅西口 - 池原 - 長与ニュータウン
- 長浦 - 自証寺前 - 琴海ニュータウン※ - 西海 - 木場崎 - 日並 - 時津 - 浜田 - 溝川 - 寺の下 - 榎の鼻 - 南陽台中央 - 青葉台団地 - 長与駅西口 - 池原 - 長与ニュータウン
- 青雲学園前 - 時津※ - 浜田 - 溝川 - 寺の下 - 榎の鼻 - 南陽台中央 - 県立大学シーボルト校 - サニータウン - 池原 - 長与ニュータウン（学休日運休、学休日は時津発着）
- 長浦 - 自証寺前 - 琴海ニュータウン※ - 西海 - バイパス木場崎 - 時津北部ターミナル※ - 日並 - 新開北※ - 時津※（田下※→）- 浜田 - 溝川 - 寺の下 - 榎の鼻 - 北陽台高校前（学休日運休）
- 時津 - 浜田 - 溝川 - 寺の下 - 榎の鼻 - 青葉台団地 - 長崎商業（→県立大学シーボルト校→まなび野団地→長与駅西口→池原→小原→三宝橋→流合橋→恵の丘※）（学休日運休）

基本的には時津町や長崎市琴海地区と長与町を結ぶ路線だが、西海市西彼町まで足をのばす長距離便も存在する。運行自体が朝夕のみで大串発着は平日往復1便のみの運行となる。長与ニュータウン内では、上り下りに関係なく右回りで運行される。青葉台団地周辺では昭和町方面側に時津方面行き、長与駅方面側に長与ニュータウン行きが停車する。

### 時津・溝川線
経由番号は時津・溝川行が1番、中央橋行が27番である。※は一部の便のみ始発・終点として使用する。
- 中央橋 - 大波止 - 長崎駅前 - 宝町 - ココウォーク茂里町 - 大橋 - 住吉 - 道の尾 - 時津※ - 浜田※ - 溝川
- 中央橋 - 大波止 - 長崎駅前※ - 宝町 - ココウォーク茂里町 - 平和公園※ - 大橋※ - 住吉 - 道の尾 - 時津 - 青雲学園前（学休日運休）

時津・溝川線は長崎市中心部と大村湾南岸の都市である時津町を結ぶ時津営業所の主要路線であり、日中は毎時3〜6本の間隔で運行されている。かつては茂木方面発着の長距離路線であったが、2015年春のダイヤ改正で茂木からの直通運行が廃止され、中央橋発着となった。中央橋では終点・始発地を共に肥後銀行前の停留所を使用している。中央橋行きは出島経由、時津方面行きは江戸町経由として運行される。かつては七工区に行く路線もあったが、2024年春のダイヤ改正で廃止された。　また、経由番号は2024年春のダイヤ改正まで、中央橋行きは20番が割り振られていた。

### 立神 - 溝川線
- 溝川 - 浜田 - 時津 - 道の尾 - 住吉 - 大橋 - 浦上駅前 - 銭座町 長崎スタジアムシティ - 稲佐橋 - 飽の浦 - 立神
- 時津北部ターミナル→日並→時津→道の尾→住吉→大橋→浦上駅前→銭座町 長崎スタジアムシティ→稲佐橋→飽の浦→立神（造船休日運休）
- 琴海ニュータウン→西海→木場崎→日並→時津→道の尾→住吉→大橋→浦上駅前→銭座町 長崎スタジアムシティ→稲佐橋→飽の浦→立神（造船休日運休）
- 琴海ニュータウン→西海→木場崎→日並→時津→道の尾→住吉→大橋→浦上駅前（造船休日のみ運行）

大村湾に面している時津と長崎市立神の造船所付近を1本で結ぶ路線。造船ダイヤとして運行されているため土日祝や造船休日時にはほとんどが運休される。立神行は銭座町の次は宝町に停車せず、稲佐橋に停車する。なお北部方面行きのバスは旧ニッセイ前の宝町バス停に停車する。

### 時津北部ターミナル・琴海・大串線（内海線）
系統番号は時津・琴海・大串・桜の里方面行が1番、新地中華街が17番、中央橋行が27番である。※は一部の便のみ始発・終点として使用する。また、全日を通して9時〜14時を中心に大串・桜の里行きの便は時津北部ターミナル乗り換えで運行されている。
時津周辺
- 新地中華街 - 中央橋※ - 大波止 - 長崎駅前 - 宝町 - ココウォーク茂里町 - 大橋 - 住吉 - 道の尾 - 時津 - 日並（バイパス日並） - 時津北部ターミナル
- 新地中華街 - 中央橋※ - 大波止 - 長崎駅前 - 宝町 - ココウォーク茂里町 - 大橋 - 住吉 - 道の尾 - 時津 - 日並 - 時津北部ターミナル - バイパス木場崎 - 西海 - 琴海ニュータウン
- 中央橋 - 大波止 - 長崎駅前 - 宝町 - ココウォーク茂里町 - 大橋 - 住吉 - 道の尾 - 時津 - 日並 - 中山ダム - 子々川 (ししがわ)（平日のみ）
- （溝川※ - 浜田 - ）時津 - 日並 - 木場崎 - 西海 -（琴海ニュータウン）- 自証寺前 - 長浦※ - 大江橋 - 火引の浦 - 猪の越 -（名串集会所）- 小口港

内海方面
- 新地中華街 - 大波止 - 長崎駅前 - 宝町 - ココウォーク茂里町 - 大橋 - 住吉 - 道の尾 - 時津 - 日並 - 時津北部ターミナル - バイパス木場崎 - 西海 -（琴海ニュータウン）- 自証寺前 - 長浦 - 大江橋 - 二股 -（バイオパーク）- 亀岳 - 大串
- 時津北部ターミナル - バイパス木場崎 - 西海 -（琴海ニュータウン）- 自証寺前 - 長浦 - 大江橋 - 二股 -（バイオパーク）- 亀岳 - 大串
- 新地中華街 - 大波止 - 長崎駅前 - 宝町 - ココウォーク茂里町 - 大橋 - 住吉 - 道の尾 - 時津 - 日並 - 時津北部ターミナル - バイパス木場崎 - 西海 -（琴海ニュータウン）- 自証寺前 - 長浦（ - 大江橋 - 火引の浦※）
- 大橋→住吉→道の尾→時津→日並→木場崎→西海→自証寺前→長浦→大江橋→二股→亀岳→西彼中学校前（学休日運休）
- 火引の浦→大江橋→長浦→自証寺前→西海→木場崎→日並→時津→道の尾→住吉→大橋→ココウォーク茂里町→宝町→長崎駅前→大波止（平日朝1便のみ）

外海方面
- 新地中華街 - 大波止 - 長崎駅前 - 宝町 - ココウォーク茂里町 - 大橋 - 住吉 - 道の尾 - 時津  - 日並 - 時津北部ターミナル - バイパス木場崎 - 西海 -（琴海ニュータウン）- 平尾橋 - 道開 - 京泊 - 桜の里ターミナル
- 時津北部ターミナル - バイパス木場崎 - 西海 -（琴海ニュータウン）- 平尾橋 - 道開 - 京泊 - 桜の里ターミナル
- 桜の里ターミナル→京泊→道開→平尾橋→西海→琴海ニュータウン（学休日運休）

西彼杵半島の根元にある長与・時津と半島中部の琴海町尾戸や西海市西彼町を結ぶ路線である。西彼杵半島一円はかつて長彼自動車の運行だったが、1940年（昭和15年）11月に長崎バスが路線ごと買収を行い、以後長崎バスの路線となっている。長崎バスの西海経由の路線としては1941年（昭和16年）頃から運行開始。1974年（昭和49年）9月2日より琴海ニュータウン線が運行を開始し、1977年（昭和52年）5月20日より風早まで乗り入れるようになった。さらに後年、風早－亀浦間が延長されたが、2024年10月のダイヤ改正で長浦 - 風早 - 亀浦間が廃止されている。
大串線の新地中華街 - 時津北部ターミナル - 琴海ニュータウン - 宮浦 - 下岳 - 大串間の運行距離は、長崎バスの路線バスの中では最も長い走行距離となっていた。長浦線は土日祝に運行されるほぼ全ての便が琴海ニュータウンを経由する。2015年（平成27年）のダイヤ改正で時津北部ターミナルの運用が開始され、大串・桜の里行きの一部が時津北部ターミナル乗り換えとなった。また、2019年（平成31年）のダイヤ改正より、時津北部ターミナルの発着便・経由便が大幅な増便となった。2024年（令和6年）10月のダイヤ改正で西海市地域公共交通の再編にかかる実施方針に基づき、亀浦線（猪の越～亀浦）・宮浦線（明喜田～宮浦）・下岳線（亀岳～下岳）の3路線が廃止された。大串線の時津北部ターミナル行きの乗継便や新地中華街発の時津北部ターミナル行きはバイパス日並バス停を経由するが、それ以外の便は基本的にバイパス日並バス停を通らず、旧道の日並バス停を経由して運行される。大波止経由の新地中華街・中央橋行きは出島経由として運行される。また、経由番号は2024年春のダイヤ改正まで、新地中華街・中央橋行きは20番が割り振られていた。
中央橋 - 中山ダム - 子々川線は2013年（平成25年）のダイヤ改正より運行が開始された。当初は中山ダムまでの運行だったが、2020年（令和4年）ダイヤ改正時に子々川まで延長された。
時津 - 小口港線は長浦 - 小口港間の渡船が1996年に廃止されたのに伴って同年から運行を開始した。琴海町合併後の2005年から自証寺前 - 小口港間が「琴海尾戸線」として長崎市コミュニティバスの一路線となったが、運行形態は従前のまま時津からの直通運転が続けられており、バスも通常路線と同じ大型車が使用されている。なお猪の越〜小口港は自由乗降区間となっている。